# 串良駅
串良駅（くしらえき）は、鹿児島県肝属郡串良町岡崎（現在の鹿屋市串良町岡崎）にかつて設置されていた、日本国有鉄道（国鉄）大隅線の駅（廃駅）である。大隅線の廃止に伴い、1987年（昭和62年）3月14日に廃駅となった。

## 歴史
地元の軽便鉄道会社である大隅鉄道が鹿屋側から延伸してきた際に、その終点として1921年（大正10年）8月11日に開業した。当時は762 mm軌間の鉄道であった。また貨物営業のない旅客駅であった。その後、大隅鉄道の経営難と、孤立した路線で運営していた鉄道を国鉄につなげる必要性などから国鉄による鉄道買収を要請する運動が行われ、1935年（昭和10年）6月1日に軽便鉄道のままで国鉄に買収され、国鉄古江線の終点の駅となった。
志布志線の志布志駅とつなぐ路線は国鉄によって建設が進められ、1936年（昭和11年）10月23日に古江東線として開通した。古江東線は国鉄標準の1,067 mm軌間で建設されたため、串良駅では乗換が行われるようになった。その後、大隅鉄道が建設した区間の改軌工事が進められ、1938年（昭和13年）10月10日に完成して列車の直通がなされるようになった。
第二次世界大戦後1948年（昭和23年）4月10日には駅舎の改築を行い、軽便鉄道規格であった停車場有効長の延長を行うと共に側線を設置して貨物営業も行う一般駅となった。しかし貨物営業は長く続かず、1962年（昭和37年）には旅客駅に再び戻った。1987年（昭和62年）3月14日に大隅線の廃止に伴い、廃駅となった。

### 年表
- 1921年（大正10年）8月11日：大隅鉄道の終着駅として開業[1]。
- 1935年（昭和10年）6月1日：鉄道省が大隅鉄道を買収し、国鉄古江線の駅となる[1]。
- 1936年（昭和11年）10月23日：国鉄古江東線東串良 - 串良間が開通、古江線の線名改称で以西が古江西線となる。
- 1938年（昭和13年）10月10日：古江西線の改軌工事完了、古江東線と古江西線を古江線へ併合。
- 1948年（昭和23年）4月10日：駅舎改築。側線を設置して貨物営業を開始[2]。1番・2番線を117 mへ延伸。
- 1962年（昭和37年）12月20日：同日付で貨物および配達の取り扱いを廃止[3]。
- 1963年（昭和38年）5月1日：民間委託駅となる。
- 1972年（昭和47年）9月9日：古江線が大隅線に改称される。
- 1984年（昭和59年）2月1日：荷物扱い廃止[1]。
- 1985年（昭和60年）3月14日：業務委託解除、駅無人化[4]。
- 1987年（昭和62年）3月14日：大隅線の全線廃止に伴い、廃駅となる[1]。

## 駅構造
木造駅舎と島式ホーム1面1線を有する地上駅だったが、かつては島式ホーム1面2線を有していた（駅舎側の線路は撤去されていた）。

## 現状
1989年（平成元年）に日本国有鉄道清算事業団から跡地の払い下げを受けて、1990年（平成2年）に町が串良鉄道記念公園を設置した。当時の町長が碑文を書いた「大隅線のあゆみ」という記念碑を設置し、プラットホームや踏切、ディーゼルカーなどが展示された。しかし2003年（平成15年）にプラットホーム・踏切・ディーゼルカーは撤去され、跡地は駐車場となっている。他は鉄道をモチーフにした遊具を置いた児童遊園となっている。

## その他
- 隣の東串良駅との間は600 mしかなく、列車に乗り遅れても走って追いかければ間に合ったというエピソードが知られている。

## 隣の駅
日本国有鉄道
大隅線
東串良駅 - 串良駅 - 下小原駅